# Crónica del alba (novela)
Crónica del alba es la primera de una serie homónima de nueve novelas del escritor español Ramón José Sender Garcés (1901-1982) editada en México en 1942. En ese mismo año, el autor, exiliado a México tras la guerra civil española, situó su residencia en Estados Unidos, donde permanecería hasta su muerte.
La condición de exiliado y excombatiente republicano de Sender impidió la publicación de su obra en la España franquista. Crónica del alba —ya en su formato de primera trilogía de las tres que conformaron la serie de nueve novelas— vio la luz por primera vez en España en 1965 tras numerosas vicisitudes para sortear la aún poderosa censura. Al año siguiente obtuvo el Premio Ciudad de Barcelona de literatura.
Se considera la obra cumbre del prolífico autor aragonés y una de las novelas imprescindibles de la narrativa española contemporánea.

## Resumen
Crónica del alba, que —como se ha dicho— es la primera novela y la que dará título posteriormente a la triple trilogía del mismo nombre, narra parte de la infancia de José Garcés (Pepe), aproximadamente entre los diez y los doce años de edad.

En 1939 José Garcés, excombatiente de la guerra civil española, rememora desde su presidio en el campo de concentración de Argelès-sur-Mer su feliz infancia en un pueblo, Tauste, de Aragón. Desde su prisma de niño, nos habla de su familia; de su vida callejera y sus correrías y travesuras con otros niños del pueblo; de su relación con su maestro y tutor Mosén Joaquín y de su primer amor: Valentina.

Pepe es el menor de una familia numerosa de clase burguesa rural. Hijo de un padre severo y una madre protectora, vive a caballo entre su mundo imaginario de quijote y poeta que lucha por conquistar el amor de su dama Valentina, sus batallas con los otros chicos del pueblo y la insaciable curiosidad por todo el mundo de conocimientos que le abre Mosén Joaquín —único personaje que parece comprender el irrefrenable torrente vital del niño Pepe—. Mosén Joaquín es un clérigo bonachón que disculpa las travesuras del niño con pequeñas reprimendas y que intenta encauzar su inabarcable curiosidad e imaginación hacia los estudios de bachillerato que prepara.

El amor por Valentina, hija del notario del pueblo, don Arturo, es en gran medida el hilo conductor del relato. Se trata de un amor casi platónico, apenas sellado con un beso, pero torrencial y sublimado en la imaginación de los niños que intercambian lecturas, juramentos de sangre y notas secretas y que marcará el resto de la vida del Pepe Garcés joven y adulto. En su mundo infantil, Pepe afronta como desafíos la oposición de ambas familias a esa relación romántica y preadolescente.

El relato termina dramáticamente cuando Valentina parte hacia San Sebastián para pasar unos meses con unas tías pocos días antes de que Pepe se incorpore a sus estudios de bachillerato en Reus.

La novela transcurre en una España rural de inicios del siglo XX marcada por la pobreza y algunas circunstancias que hacen prever futuros conflictos nacionales.

## Autobiografía o autoficción
Pese a que una parte de la crítica califica la obra como autobiográfica o pseudoautobiográfica, otra parte alude a que el formato autobiográfico es un recurso narrativo del autor que denominan autoficción. Recurso que, por otra parte, impregna una gran parte de la obra de Sender. A través de este recurso el autor conseguirá implicar mucho más intensamente al lector en el relato, trufando toda la historia con vivencias reales de la propia peripecia vital del novelista.

Independientemente del carácter estricto de autobiografía, Crónica del alba —la novela y la serie completa— está plagada de referencias autobiográficas de Sender. Una de ellas es la ubicación geográfica de la narración en el pueblo aragonés de Tauste en el que el autor pasó su infancia. 

Otro claro ejemplo son los nombres de los personajes. El protagonista José Garcés porta el segundo nombre y el apellido materno del autor. Mosén Joaquín es el nombre real del preceptor y maestro del Ramón J. Sender real y del Pepe Garcés de ficción. Valentina V. (Ventura) es el nombre real también de su primer amor infantil. Si bien, no hay que confundir la indeleble presencia de Valentina en la memoria de Sender y, por ende, de José Garcés, con la existencia de un amor real más allá de la imaginación infantil. Varias fuentes coinciden en esto e, históricamente, es más que probable que Valentina Ventura muriese sin conocer el impacto que dejó en la obra adulta de aquel niño que conoció en Tauste.